# WASP-1
WASP-1 — двойная звезда в созвездии Андромеды на расстоянии приблизительно 1296 световых лет (около 397 парсек) от Солнца. Возраст звезды определён как около 2 млрд лет.
Вокруг звезды обращается, как минимум, одна планета.

## Характеристики
Первый компонент (WDS J00207+3159A) — жёлто-белая звезда спектрального класса F7V. Видимая звёздная величина звезды — +11,31m. Масса — около 1,24 солнечной, радиус — около 1,6 солнечного, светимость — около 2,837 солнечной. Эффективная температура — около 6129 K.
Второй компонент (SDSS J002040.08+315928.5). Видимая звёздная величина звезды — +14,1m. Удалён на 4,6 угловой секунды.

## Планетная система
В 2006 году группой астрономов проекта SuperWASP у звезды обнаружена планета WASP-1 b. Планета — горячий юпитер, открыта транзитным методом.